# GSAT

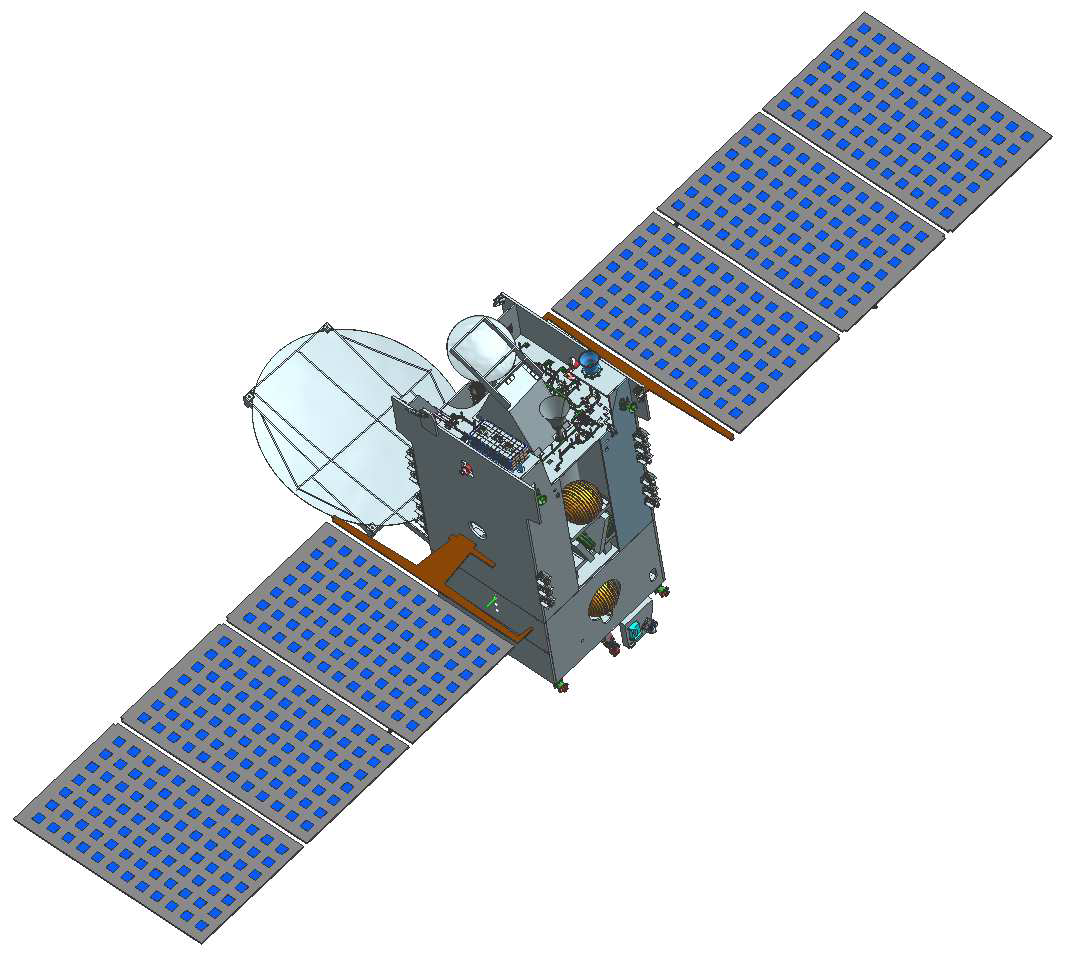
GSAT-31, lancé le 5 décembre 2019.

Geosynchronous Satellite
 (novembre 2024).
Geosynchronous Satellite (GSAT) est une famille de satellites de télécommunications indiens construits par l’Inde et placés sur orbite géostationnaire. Ils sont développés par l’Organisation indienne pour la recherche spatiale (ISRO) et gérés par l'Indian National Satellite System (INSAT).  

## Liste des satellites GSAT placés en orbite
| Satellite          | Date lancement    | Lanceur      | Base lancement | Type                                      | Mission | Masse      | Orbite                 | Identifiant COSPAR  | Statut | Autre caractéristique Référence |
| ------------------ | ----------------- | ------------ | -------------- | ----------------------------------------- | --- | ---------- | ---------------------- | ------------------- | ------ | --- |
| GSAT-1             | 18 avril 2001     | GSLV-D1      | Satish Dhawan  | Satellite expérimental                    | lancé par le premier vol du lanceur Geosynchronous Satellite Launch Vehicle, GSLV-D1 |            |                        |                     |        | . |
| GSAT-2             | 8 mai 2003        | GSLV         | Satish Dhawan  | Satellite expérimental                    | lancé au cours du deuxième vol du lanceur Geosynchronous Satellite Launch Vehicle (GSLV) |            |                        |                     |        | . |
| EDUSAT             | 20 septembre 2003 | GSLV         | Satish Dhawan  |                                           | Également nommé GSAT-3. Premier satellite indien réservé exclusivement à l'éducation |            |                        |                     |        | . |
| GSAT-4             | 15 avril 2010     | GSLV-D3      | Satish Dhawan  | Satellite expérimental                    | Démonstrateur technologique de satellite de communications. Échec de mise en orbite à cause de l'échec du GSLV-D3 |            |                        |                     |        | . |
| GSAT-5P / INSAT-4D | 25 décembre 2010  | GSLV-F06     | Satish Dhawan  | Satellite de télécommunications           | 24 répéteurs en bande C normale et 12 répéteurs en bande C étendue, avec une couverture plus large en liaison montante et descendante sur l'Asie, en Afrique et Europe de l'Est ainsi qu'une couverture de zone avec un minimum de 35 dBW EIRP. Durée de vie prévue de 12 ans. |            |                        |                     |        | Cependant, ce satellite a explosé en vol. Plusieurs séquences ont été montrés à la télévision. Un rapport détaillé doit encore être donné par l'ISRO . |
| GSAT-8 / INSAT-4G  | 21 mai 2011       | Ariane 5 ECA | Kourou         |                                           | Satellite de communications transportant 24 répéteurs en bande Ku et 2 charges utiles de canaux GAGAN opérant en bande L1 et L5 |            |                        |                     |        | . |
| GSAT-12            | 15 juillet 2011   | PSLV-C17     | Satish Dhawan  |                                           | Satellite de communication GSAT-12 construit par l'ISRO, pesant environ 1 410 kg au décollage. GSAT-12 est configuré pour transporter 12 répéteurs en bande C étendue pour satisfaire la demande croissante du pays pour les transpondeurs. Les 12 répéteurs en bande C étendue de GSAT-12 accroîtront la capacité du système INSAT pour les différents services de communication tels que le télé-enseignement, la télémédecine et des centres de ressources Village (VRC). Durée de la mission : environ 8 ans | 1 410 kg   |                        |                     |        | . |
| GSAT-10            | 29 septembre 2012 | Ariane 5 ECA | Kourou         | Satellite de télécommunications           | Satellite de télécommunications en orbite géostationnaire | 3,4 tonnes |                        |                     |        | |
| GSAT-7             | 30 aout 2013      | Ariane 5 ECA | Kourou         |                                           | Satellite de télécommunications militaire |            |                        |                     |        | |
| GSAT-14            | 5 janvier 2014    | GSLV         | Satish Dhawan  | Satellite de télécommunications           | orbite géostationnaire | 1 982 kg   |                        |                     |        | |
| GSAT-16            | 7 décembre 2014   | Ariane 5 ECA | Kourou         | Satellite de télécommunications           | | 3 180 kg   | orbite géostationnaire |                     |        | |
| GSAT-6             | 27 aout 2015      | GSLV         | Satish Dhawan  | Satellite de télécommunications           | | 2 117 kg   | orbite géostationnaire |                     |        | |
| GSAT-15            | 11 novembre 2015  | Ariane 5 ECA | Kourou         | Satellite de télécommunications           | en orbite géostationnaire | 3,1 tonnes |                        |                     |        | |
| GSAT-18            | 5 octobre 2016    | Ariane 5 ECA | Kourou         | Satellite de télécommunications           | | 3 425 kg   | orbite géostationnaire |                     |        | |
| GSAT-19            | 5 juin 2017       | GSLV MK III  | Satish Dhawan  | Satellite de télécommunications           | | 3 136 kg   | orbite géostationnaire | 2017-031A           |        | |
| GSAT-17            | 29 juin 2017      | Ariane 5 ECA | Kourou         | Satellite de télécommunications           | | 3 477 kg   | orbite géostationnaire |                     |        | |
| GSAT-6A            | 26 mars 2018      | GSLV Mk II   | Satish Dhawan  | Satellite de télécommunications           | | 2 066 kg   | orbite géostationnaire | 2018-027A           |        | |
| GSAT-29            | 1er novembre 2018 | GSLV Mk III  | Satish Dhawan  | Satellite de télécommunications           | |            | orbite géostationnaire |                     |        | |
| GSAT-11            | 5 décembre 2018   | Ariane 5 ECA | Kourou         | Satellite de télécommunications           | | 2 066 kg   | orbite géostationnaire |                     |        | |
| GSAT-7A            | 19 décembre 2018  | GSLV Mk II   | Satish Dhawan  | Satellite de télécommunications militaire | | 2 250 kg   | orbite géostationnaire |                     |        | |
| GSAT-31            | 5 décembre 2019   | Ariane 5 ECA | Kourou         | Satellite de télécommunications           | | 2 536 kg   | orbite géostationnaire |                     |        | |
| GSAT-30 (en)       | 16 janvier 2020   | PSLV XL      | Satish Dhawan  | Satellite de télécommunications           | | 3 357 kg   | orbite géostationnaire | 2020-005A           |        | |
| GSAT-12R (en)      | 17 décembre 2020  | PSLV XL      | Satish Dhawan  | Satellite de télécommunications           | | 1 425 kg   | orbite géostationnaire | 2020-099A           |        | |
| GSAT-24 (CMS-02)   | 22 juin 2022      | Ariane 5     | Kourou         | Satellite de télécommunications           | Satellite géré par la société NSIL | 4 181 kg   | orbite géostationnaire | 2022-067A 2022-067A |        | |